# 台湾岩扇
台湾岩扇（学名：Shortia exappendiculata）为岩梅科岩扇属下的一个种。

## 扩展阅读
- 維基物種上的相關：台湾岩扇